# Halo: Spartan Strike
Halo: Spartan Strike est un jeu vidéo d'action développé par 343 Industries et Vanguard Games. Il a été édité par Microsoft Studios et est sorti en 2015 sur Windows, iOS et Windows Phone.

## Trame
Halo: Spartan Strike a lieu après les événements de Halo 4.
Le personnage du joueur est un super soldat Spartan IV qui dirige les forces du CSNU contre les ennemis Covenant et Promethean dans une simulation de combat pendant les événements de Halo 2 sur New Mombasa.
Après la première campagne, le joueur se rend à Gamma Halo pour empêcher les forces Covenant d'activer un dispositif connu sous le nom de Conduit, mais ils échouent.
Ensuite, le joueur prend le Conduit dans une ville attaquée par les Prométhéens et arrête la bataille.

## Accueil
- Gamezebo : 4/5[1]
- IGN : 7,2/10[2]
- Pocket Gamer : 9/10[3]
- TouchArcade : 4,5/5[4]